# Нестерович-Берг, Мария Антоновна
Мария Антоновна Нестерович-Берг (урождённая Нестерович; 29 января (10 февраля) 1897 — ум. после 1931) — российский общественный деятель и мемуарист. Сестра милосердия во время Первой мировой войны. Одна из руководителей Союза бежавших из плена солдат и офицеров (1915—1918) — благотворительной организации, занимавшейся помощью бывшим военнопленным. В ходе Гражданской войны в России выполняла ряд миссий командования Вооружённых сил Юга России — в том числе неудавшуюся попытку привлечь на сторону ВСЮР генерала А. А. Брусилова. В эмиграции — антикоммунистическая активистка.

## Биография
До революции
Родилась в польской семье. Жила в Санкт-Петербурге. Участвовала в Первой мировой войне как сестра милосердия Красного Креста. Служила в госпитале в Варшаве. После оккупации города немецкими войсками в 1915 г. попала в плен. В результате вмешательства князя Ольгерда Чарторыйского (пол. Olgierd Czartoryski) была освобождена. В ноябре 1915 г. вернулась в Петроград, где заболела. После выздоровления приехала в Москву, нашла работу в больнице. Организовывала помощь солдатам, находившимся в немецком и австро-венгерском плену. Возглавляла благотворительное отделение Союза бежавших из плена солдат и офицеров. В 1917 году стала участвовать в деятельности американской миссии Красного Креста.
Гражданская война
Во время октябрьских боев в Москве организовывала помощь юнкерам, борющимся против большевиков. Затем оказывала помощь в отправке офицеров и юнкеров на Дон и в Сибирь, где формировались белые войска. В конце концов она тоже поехала в Новочеркасск. В ноябре 1918 г. вернулась в Москву, где по поручению генерала Деникина продолжала конспиративно организовывать отъезд военнослужащих на Юг. Под угрозой ареста ЧК вновь уехала в Новочеркасск. После встречи с генералами Богаевским и Калединым вернулась в Москву.
В декабре 1918 г. снова посетила Новочеркасск, где имела встречу с генералом Алексеевым. Во время одной из поездок в январе 1919 года была арестована красными в Миллерове и предстала перед революционным трибуналом. Была освобождена и вернулась в Москву, где в начале февраля была арестована ЧК. После побоев и имитации расстрела она объявила голодовку. Её поместили в тюремную больницу, а затем освободили под надзор. В мае 1919 года ей удалось бежать в Курск.
В сентябре 1919 года, после заключения брака с ротмистром Бергом, отправилась на Кубань. Затем приехала в Киев, где вместе с мужем присоединилась к войску гетмана Скоропадского. Принимала участие в боях с войсками Симона Петлюры. Занималась организацией помощи русским военнослужащим.
После того как петлюровцы заняли Киев, бежала в Бердичев, а оттуда приехала в Одессу. Пароход «Кронштадт», на котором она пыталась покинуть город, попал под обстрел и затонул, но Нестерович была спасена британским кораблём «Котория». Её доставили в Батуми, откуда она вернулась в Киев и увезла свою семью в Екатеринодар. В начале 1920 года бежала в Новороссийск, откуда вместе с войсками Деникина эвакуировалась в Крым.
В эмиграции
В мае того же года эмигрировала в Польшу. В 1927 году встретилась с кардиналом Августом Хлондом. Стала соорганизатором комитета по борьбе с коммунизмом. В 1930 году отправилась во Францию, где через год опубликовала свои мемуары под названием «В борьбе с большевиками». Дальнейшая судьба неизвестна.

## Роль во время гражданской войны
Как сотрудница Союза бежавших из плена солдат и офицеров имела определённую свободу передвижения, пользуясь которой многократно совершала поездки из Москвы в Область войска Донского: в Новочеркасск и Ростов-на-Дону. Во время этих поездок помогала перебраться на Дон сотням офицеров и юнкеров, которых Союз снабжал поддельными документами и деньгами.  Была знакома с руководителями Добровольческой армии: Корниловым, Алексеевым, Эрдели и другими. Неоднократно выполняла в Москве ответственные поручения руководства белых, а также передавала последним сведения от офицерских организаций Москвы и Петрограда.